# Superfantozzi
Superfantozzi è un film del 1986 diretto da Neri Parenti.
È il quinto capitolo della saga incentrata sulle vicende dell'impiegato Ugo Fantozzi, ideato ed interpretato da Paolo Villaggio. Il film vede il ritorno nel cast di Liù Bosisio nei panni di Pina Fantozzi; dal film successivo il ruolo tornerà a Milena Vukotic. Il formato epico-storico è ispirato a La pazza storia del mondo di Mel Brooks, uscito poco tempo prima.
Questo è uno dei due film, insieme a Fantozzi contro tutti, in cui non appare la Signorina Silvani, e la cui colonna sonora è di Fred Bongusto, nonché il primo film a non essere tratto da un libro di Paolo Villaggio, ma è frutto di una sceneggiatura originale, così come tutti i successivi film della serie.

## Trama
Creazione: Dopo aver creato cielo, Terra, mari, animali e piante, il sesto giorno Dio crea l'uomo (ossia Fantozzi); deluso dal suo primo tentativo malriuscito, si riposa. Dopodiché crea l'uomo in modo perfetto (Adamo) e la donna per lui (Eva). Su richiesta di Fantozzi, crea una donna anche per lui, ossia la Pina. Per inganno di Eva, Fantozzi ruba una mela dall'albero proibito e così Dio punisce lui e la Pina scacciandoli dal giardino dell'Eden, mentre Adamo ed Eva possono rimanere.
Era preistorica: Fantozzi esce dalla caverna per urinare, ma è un dinosauro a urinargli addosso. Successivamente inventa la ruota allo scopo di spostare gli oggetti e la proporrà a Filini, in difficoltà con la sua slitta: questi fraintenderà l'invenzione usandola a mo' di bilanciere. In questo modo, allenandosi con il sollevamento pesi, acquisirà più forza e riuscirà a spingere meglio il suo mezzo. Con l'invenzione di arco e frecce, Fantozzi cercherà di aiutare Filini nell'abbattere uno pterosauro; l'animale però schiverà la freccia e getterà un uovo sulla testa di Fantozzi, il quale verrà sbeffeggiato da Filini che distrugge la nuova arma.
Antica Grecia: Fantozzi ripete le gesta epiche di Fidippide, percorrendo a piedi e di corsa i 42 km e 195 metri che separano Maratona da Atene per annunciare la vittoria contro i persiani. Durante il tragitto, incontrerà Filini in viaggio su una biga chiedendogli un passaggio, ma sfortunatamente l'uomo non si sta recando ad Atene e, anzi, lo pregherà di consegnare un pesante capitello al Senato. Arrivato ad Atene, Fantozzi ha dimenticato l'esito della battaglia ed è costretto a rifare tutto il tragitto al contrario.
Anno 33 d.C.: Fantozzi vive sul lago di Tiberiade, tassato dai pretoriani e dai centurioni romani, e coltiva con fatica un piccolo orto. Quando i frutti cominciano a maturare, l'orto viene distrutto da un'orda di ragazzini venuti ad adorare Gesù, che cammina sulle acque del lago. Nello stesso periodo muore il ricchissimo zio di Fantozzi, Lazzaro; in vista dell'eredità che crede ormai prossima in quanto erede universale, Fantozzi brucia tutti i suoi miseri averi, ma la risurrezione di Lazzaro costringe i Fantozzi a trasferirsi a Gerusalemme, dove il protagonista lavorerà come falegname per Mosè Filinius. Trovatosi casualmente nei paraggi con una croce, un soldato romano per errore lo scambia per uno dei condannati a morte insieme a Gesù, costringendo anche Fantozzi alla crocefissione sul Golgota.
Anno 1000: Fantozzi, di ritorno dalle crociate, dopo dodici anni di astinenza sessuale non vede l'ora di saltare addosso alla moglie Pina, che però indossa ancora la cintura di castità; avendo perso la chiave in battaglia, si recherà dal fabbro Filinius che gli darà un enorme mazzo contenente la copia. Nel tragitto incontra e si innamora della bella contessina Melisenda Serbelloni Mazzanti Viendalmare. Rassegnatosi all'impossibilità di quell'amore, tenta il suicidio gettandosi nel lago, ma un misterioso mago subacqueo lo fa desistere dal suo intento e gli consegna (a pagamento) la mitica spada Excalibur. Fantozzi andrà a gareggiare in un torneo dove il vincitore sposerà la principessa; grazie ad Excalibur vincerà in finale sul temibile Drago Rosso Rampante, ma a sorpresa rifiuterà la principessa ed onorerà pubblicamente la sua famiglia, poiché durante l'incontro Pina, per amore, gli aveva scambiato la vera spada con una falsa e poi gli aveva restituito l'originale vedendolo in difficoltà.
Inghilterra medievale: ridotto in miseria, Fantozzi è costretto a fare l'elemosina ma viene soccorso da Robin Hood, il quale, rubando ai ricchi per dare ai poveri, gli porta un sacco pieno di monete, per poi andarsene. Fantozzi corre entusiasta a casa mostrando alla famiglia le monete, ma sopraggiunge di nuovo Robin Hood che, di nuovo con la pretesa di rubare ai ricchi per dare ai poveri, porta via a Fantozzi i soldi, lasciando lui, la Pina e Mariangela nella situazione di prima.
21 gennaio 1793: Il re Luigi XVI viene condannato a morte e quindi condotto al patibolo dove lo aspetta la ghigliottina. Tra la folla inferocita vi è anche il cittadino sanculotto Fantozzi, ansioso di vederlo morto. Durante l'esecuzione la lama si blocca; Fantozzi sale sul patibolo lamentandosi dell'inefficienza delle ghigliottine. Mentre la smuove, la lama si sblocca improvvisamente, evirandolo.
Roma, 20 settembre 1870-10 aprile 1912: grazie ad una fortissima raccomandazione, Fantozzi ha finalmente ottenuto una casa propria, a ridosso di Porta Pia. Mentre sta festeggiando il nuovo domicilio, la sua cucina viene distrutta da un bombardamento dei bersaglieri. Annessa Roma all'Italia, cambia anche l'amministrazione: il nuovo capufficio, il torinese Modestino Balabam, coinvolge Filini, Fantozzi ed il resto dei dipendenti in una spossante gara di canottaggio sul Tevere, che vede sopravvivere solo Fantozzi e Filini: smarriti e dichiarati scomparsi, dopo aver vagato per anni tra le fogne di tutta Europa raggiungono l'Oceano Atlantico per essere salvati da una nave durante il suo viaggio inaugurale: si tratta del Titanic.
6 gennaio 1896: Fantozzi assiste alle prime proiezioni dei fratelli Lumière ed è l'unico a non spaventarsi alla visione di un treno che avanza (il riferimento è al cortometraggio L'arrivo di un treno alla stazione di La Ciotat). Tutti, terrorizzati, fuggono fuori dalla sala mentre lui rimane tranquillo, divertito dalla reazione della famiglia e degli spettatori, ma la locomotiva esce davvero dallo schermo e lo travolge.
Prima guerra mondiale: Fantozzi è aviatore insieme con il Barone Rosso e annota gli aerei abbattuti con buchi sul suo aereo, che infine precipita per i troppi buchi.
Anni venti: Fantozzi arriva  con la sua famiglia come immigrato italiano negli Stati Uniti durante l'età del proibizionismo; vanno ad abitare in una squallida stanza nascosta accanto ad un locale che fa contrabbando di alcool. Arriva però la polizia, informata delle attività illecite nel locale; girando una manopola, la stanza dei Fantozzi si sposta al posto del locale, la polizia fa irruzione e Fantozzi viene preso e malmenato dai poliziotti, che lo arrestano. La stanza ritorna così al suo posto e riprendono anche le attività del locale.
6 agosto 1945: un generale dell'aeronautica giapponese estrae a sorte tre valorosi volontari aviatori, fra cui "Tozzi Fan" (ovvero Fantozzi), per una missione kamikaze. Deciso per fifa a non morire, Fantozzi abbandona il suo aereo e si nasconde in quella che crede una tranquilla città giapponese: Hiroshima, pochi attimi prima dello sgancio della bomba atomica.
Roma, 22-25 febbraio 1986: i ragionieri Fantozzi e Filini vanno a vedere la partita di calcio Italia-Scozia, prendendosi precedentemente un permesso non autorizzato dal lavoro. Dopo aver ingaggiato una sanguinosa lotta con i tifosi scozzesi, restano intrappolati allo stadio fra le trincee nemiche, finendo per essere malmenati dagli avversari. Al ritorno a casa Pina lo vede in TV al TG1 della sera, ed esprime in maniera neutra e distaccata il suo disprezzo per il marito, nel mentre che alla TV Mentana lo descrive come un facinoroso e un violento concludendo con la frase: "Di questo passo dove andremo a finire". È implicito che il duo Fantozzi-Filini sia finito nei guai con i loro superiori al lavoro.
Il futuro: Nel giorno del suo compleanno Fantozzi viene incitato e quasi obbligato a lasciare la propria abitazione dal suo datore di lavoro, che intende utilizzarla come garçonnière. Fantozzi decide però di festeggiare ugualmente, compiendo una passeggiata nello spazio. Per rallegrare la moglie e la figlia comincia a dire che è un uomo fortunato: proprio in quel momento viene colpito da un grosso meteorite.

## Produzione

### Riprese
La pellicola è stata quasi interamente girata a Roma. Tra i luoghi delle riprese:
- le Latomie di Salone, per il passaggio di Fantozzi nel viaggio da Maratona ad Atene;
- l'Altare della Patria, per l'arrivo di Fantozzi ad Atene dopo la Battaglia di Maratona;
- le Cascate della Mola a Formello, nel Parco regionale di Veio, per la scena della risurrezione di Lazzaro;
- le Cascate di Monte Gelato, nel comune di Mazzano Romano, per la scena dove viene donata a Fantozzi la leggendaria spada Excalibur;
- la spiaggia sottostante il Castello di Santa Severa per il torneo nell'epoca medievale;
- Ponte Sant'Angelo, per la scena del suicida che precipita sulla canoa di Fantozzi e Filini.
- il Palazzo del Commendatore presso l'Arcispedale di Santo Spirito in Saxia per la scena della cerimonia d'inaugurazione del monumento alla memoria di Filini e Fantozzi, scomparsi durante la regata.
- la Via del Cardello, Via del Colosseo e viale Maurizio Barendson, nella zona dove successivamente sorgerà il Centro radiotelevisivo Biagio Agnes della Rai, per le scene della partita Italia-Scozia.
- a Cinecittà l'episodio ambientato nel futuro.[2]

## Distribuzione
Il film è uscito nelle sale cinematografiche italiane il 23 dicembre 1986.